# Aron Sele
Aron Sele, né le 2 septembre 1996 à Grabs en Suisse, est un footballeur international liechtensteinois qui évolue au poste de milieu défensif au FC Coire 97.

## Biographie
Aron Sele reçoit sa première sélection en équipe du Liechtenstein le 6 juin 2016, en amical contre l'Islande (défaite 4-0).
Lors de l'année 2017, il joue trois matchs rentrant dans le cadre des éliminatoires du mondial 2018, avec pour résultats trois défaites. En 2018, il participe à la Ligue des nations de l'UEFA, avec pour résultats trois défaites, un nul et une seule victoire, contre la modeste équipe de Gibraltar. Par la suite, en 2019, il joue sept rencontres lors des éliminatoires de l'Euro 2020, avec pour résultats un nul et six défaites.

## Palmarès
- Vainqueur de la Coupe du Liechtenstein en 2019 avec le FC Vaduz
- Finaliste de la Coupe du Liechtenstein en 2018 avec le FC Balzers